# Grand Prix Austrii 1979
Grand Prix Austrii 1979 (oryg. Grosser Preis von Österreich) – 11. runda Mistrzostw Świata Formuły 1 w sezonie 1979, która odbyła się 12 sierpnia 1979, po raz 10. na torze Österreichring.
17. Grand Prix Austrii, 11. zaliczane do Mistrzostw Świata Formuły 1.

## Lista startowa
| Nr | Kierowca              | Zespół                        | Samochód       | Silnik             | Opony |
| -- | --------------------- | ----------------------------- | -------------- | ------------------ | ----- |
| 1  | Mario Andretti        | Martini Racing Team Lotus     | Lotus 79       | Ford DFV 3.0 V8    | G     |
| 2  | Carlos Reutemann      | Martini Racing Team Lotus     | Lotus 79       | Ford DFV 3.0 V8    | G     |
| 3  | Didier Pironi         | Candy Tyrrell Team            | Tyrrell 009    | Ford DFV 3.0 V8    | G     |
| 4  | Derek Daly            | Candy Tyrrell Team            | Tyrrell 009    | Ford DFV 3.0 V8    | G     |
| 5  | Niki Lauda            | Parmalat Racing Team          | Brabham BT48   | Alfa Romeo 3.0 V12 | G     |
| 6  | Nelson Piquet         | Parmalat Racing Team          | Brabham BT48   | Alfa Romeo 3.0 V12 | G     |
| 7  | John Watson           | Marlboro Team McLaren         | McLaren M29    | Ford DFV 3.0 V8    | G     |
| 8  | Patrick Tambay        | Marlboro Team McLaren         | McLaren M29    | Ford DFV 3.0 V8    | G     |
| 9  | Hans-Joachim Stuck    | ATS Wheels                    | ATS D3         | Ford DFV 3.0 V8    | G     |
| 11 | Jody Scheckter        | Scuderia Ferrari              | Ferrari 312T4  | Ferrari 3.0 B12    | M     |
| 12 | Gilles Villeneuve     | Scuderia Ferrari              | Ferrari 312T4  | Ferrari 3.0 B12    | M     |
| 14 | Emerson Fittipaldi    | Fittipaldi Automotive         | Fittipaldi F6A | Ford DFV 3.0 V8    | G     |
| 15 | Jean-Pierre Jabouille | Equipe Renault Elf            | Renault RS10   | Renault 1.5 V6T    | M     |
| 16 | René Arnoux           | Equipe Renault Elf            | Renault RS10   | Renault 1.5 V6T    | M     |
| 17 | Jan Lammers           | Samson Shadow Racing Team     | Shadow DN9     | Ford DFV 3.0 V8    | G     |
| 18 | Elio de Angelis       | Samson Shadow Racing Team     | Shadow DN9     | Ford DFV 3.0 V8    | G     |
| 20 | Keke Rosberg          | Olympus Cameras Wolf Racing   | Wolf WR9       | Ford DFV 3.0 V8    | G     |
| 22 | Patrick Gaillard      | Team Ensign                   | Ensign N179    | Ford DFV 3.0 V8    | G     |
| 24 | Arturo Merzario       | Team Merzario                 | Merzario A2    | Ford DFV 3.0 V8    | G     |
| 25 | Jacky Ickx            | Ligier Gitanes                | Ligier JS11    | Ford DFV 3.0 V8    | G     |
| 26 | Jacques Laffite       | Ligier Gitanes                | Ligier JS11    | Ford DFV 3.0 V8    | G     |
| 27 | Alan Jones            | Albilad-Saudia Racing Team    | Williams FW06  | Ford DFV 3.0 V8    | G     |
| 28 | Clay Regazzoni        | Albilad-Saudia Racing Team    | Williams FW06  | Ford DFV 3.0 V8    | G     |
| 29 | Riccardo Patrese      | Warsteiner Arrows Racing Team | Arrows A2      | Ford DFV 3.0 V8    | G     |
| 30 | Jochen Mass           | Warsteiner Arrows Racing Team | Arrows A2      | Ford DFV 3.0 V8    | G     |
| 31 | Héctor Rebaque        | Team Rebaque                  | Lotus 79       | Ford DFV 3.0 V8    | G     |
| Nr | Kierowca              | Zespół                        | Samochód       | Silnik             | Opony |

## Wyniki

### Kwalifikacje
| P                       | Nr | Kierowca              | Konstruktor(-silnik) | Opony | Czas     | Odstęp   | Strata   |
| ----------------------- | -- | --------------------- | -------------------- | ----- | -------- | -------- | -------- |
| 1                       | 16 | René Arnoux           | Renault              | M     | 1:34,070 | -        | -        |
| 2                       | 27 | Alan Jones            | Williams-Ford        | G     | 1:34,280 | 0:00,210 | 0:00,210 |
| 3                       | 15 | Jean-Pierre Jabouille | Renault              | M     | 1:34,450 | 0:00,170 | 0:00,380 |
| 4                       | 5  | Niki Lauda            | Brabham-Ford         | G     | 1:35,510 | 0:01,060 | 0:01,440 |
| 5                       | 12 | Gilles Villeneuve     | Ferrari              | M     | 1:35,700 | 0:00,190 | 0:01,630 |
| 6                       | 28 | Clay Regazzoni        | Williams-Ford        | G     | 1:35,820 | 0:00,120 | 0:01,750 |
| 7                       | 6  | Nelson Piquet         | Brabham-Ford         | G     | 1:35,850 | 0:00,030 | 0:01,780 |
| 8                       | 26 | Jacques Laffite       | Ligier-Ford          | G     | 1:35,920 | 0:00,070 | 0:01,850 |
| 9                       | 11 | Jody Scheckter        | Ferrari              | M     | 1:36,100 | 0:00,180 | 0:02,030 |
| 10                      | 3  | Didier Pironi         | Tyrrell-Ford         | G     | 1:36,260 | 0:00,160 | 0:02,190 |
| 11                      | 4  | Derek Daly            | Tyrrell-Ford         | G     | 1:36,420 | 0:00,160 | 0:02,350 |
| 12                      | 20 | Keke Rosberg          | Wolf-Ford            | G     | 1:36,670 | 0:00,250 | 0:02,600 |
| 13                      | 29 | Riccardo Patrese      | Arrows-Ford          | G     | 1:36,710 | 0:00,040 | 0:02,640 |
| 14                      | 8  | Patrick Tambay        | McLaren-Ford         | G     | 1:36,720 | 0:00,010 | 0:02,650 |
| 15                      | 1  | Mario Andretti        | Lotus-Ford           | G     | 1:37,110 | 0:00,390 | 0:03,040 |
| 16                      | 7  | John Watson           | McLaren-Ford         | G     | 1:37,160 | 0:00,050 | 0:03,090 |
| 17                      | 2  | Carlos Reutemann      | Lotus-Ford           | G     | 1:37,320 | 0:00,160 | 0:03,250 |
| 18                      | 9  | Hans-Joachim Stuck    | ATS-Ford             | G     | 1:37,930 | 0:00,610 | 0:03,860 |
| 19                      | 14 | Emerson Fittipaldi    | Fittipaldi-Ford      | G     | 1:38,380 | 0:00,450 | 0:04,310 |
| 20                      | 30 | Jochen Mass           | Arrows-Ford          | G     | 1:38,850 | 0:00,470 | 0:04,780 |
| 21                      | 25 | Jacky Ickx            | Ligier-Ford          | G     | 1:39,310 | 0:00,460 | 0:05,240 |
| 22                      | 18 | Elio de Angelis       | Shadow-Ford          | G     | 1:39,440 | 0:00,130 | 0:05,370 |
| 23                      | 17 | Jan Lammers           | Shadow-Ford          | G     | 1:39,450 | 0:00,010 | 0:05,380 |
| 24                      | 22 | Patrick Gaillard      | Ensign-Ford          | G     | 1:41,100 | 0:01,650 | 0:07,030 |
| Nie zakwalifikowali się |    |                       |                      |       |          |          |          |
| 25                      | 31 | Héctor Rebaque        | Lotus-Ford           | G     | 1:41,160 | 0:01,710 | 0:07,090 |
| 26                      | 24 | Arturo Merzario       | Merzario-Ford        | G     | 1:45,750 | 0:04,590 | 0:11,680 |
| P                       | Nr | Kierowca              | Konstruktor(-silnik) | Opony | Czas     | Odstęp   | Strata   |

### Wyścig
| P                 | Nr | Kierowca | Konstruktor           | Opony           | Okr. | Czas / Strata | Komentarz               |                 |
| ----------------- | -- | -------- | --------------------- | --------------- | ---- | ------------- | ----------------------- | --------------- |
| 1                 |    | 27       | Alan Jones            | Williams-Ford   | G    | 54            | 1h27m38s010             |                 |
| 2                 |    | 12       | Gilles Villeneuve     | Ferrari         | M    | 54            | 1h28m14s060 (+0:36,050) |                 |
| 3                 |    | 26       | Jacques Laffite       | Ligier-Ford     | G    | 54            | 1h28m24s780 (+0:46,770) |                 |
| 4                 |    | 11       | Jody Scheckter        | Ferrari         | M    | 54            | 1h28m25s220 (+0:47,210) |                 |
| 5                 |    | 28       | Clay Regazzoni        | Williams-Ford   | G    | 54            | 1h28m26s930 (+0:48,920) |                 |
| 6                 |    | 16       | René Arnoux           | Renault         | M    | 53            | - 1 okr.                |                 |
| 7                 |    | 3        | Didier Pironi         | Tyrrell-Ford    | G    | 53            | - 1 okr.                |                 |
| 8                 |    | 4        | Derek Daly            | Tyrrell-Ford    | G    | 53            | - 1 okr.                |                 |
| 9                 |    | 7        | John Watson           | McLaren-Ford    | G    | 53            | - 1 okr.                |                 |
| 10                |    | 8        | Patrick Tambay        | McLaren-Ford    | G    | 53            | - 1 okr.                |                 |
| Niesklasyfikowani |    |          |                       |                 |      |               |                         |                 |
|                   |    | 5        | Niki Lauda            | Brabham-Ford    | G    | 45            | - 9 okr.                | silnik          |
|                   |    | 22       | Patrick Gaillard      | Ensign-Ford     | G    | 42            | - 12 okr.               | zawieszenie     |
|                   |    | 29       | Riccardo Patrese      | Arrows-Ford     | G    | 34            | - 20 okr.               | zawieszenie     |
|                   |    | 18       | Elio de Angelis       | Shadow-Ford     | G    | 34            | - 20 okr.               | silnik          |
|                   |    | 6        | Nelson Piquet         | Brabham-Ford    | G    | 32            | - 22 okr.               | silnik          |
|                   |    | 9        | Hans-Joachim Stuck    | ATS-Ford        | G    | 28            | - 26 okr.               | silnik          |
|                   |    | 25       | Jacky Ickx            | Ligier-Ford     | G    | 26            | - 28 okr.               | silnik          |
|                   |    | 2        | Carlos Reutemann      | Lotus-Ford      | G    | 22            | - 32 okr.               | układ jezdny    |
|                   |    | 15       | Jean-Pierre Jabouille | Renault         | M    | 16            | - 38 okr.               | skrzynia biegów |
|                   |    | 20       | Keke Rosberg          | Wolf-Ford       | G    | 15            | - 39 okr.               | elektryka       |
|                   |    | 14       | Emerson Fittipaldi    | Fittipaldi-Ford | G    | 15            | - 39 okr.               | hamulce         |
|                   |    | 17       | Jan Lammers           | Shadow-Ford     | G    | 3             | - 51 okr.               | wypadek         |
|                   |    | 30       | Jochen Mass           | Arrows-Ford     | G    | 1             | - 53 okr.               | silnik          |
|                   |    | 1        | Mario Andretti        | Lotus-Ford      | G    | 0             | - 54 okr.               | sprzęgło        |
| P                 | Nr | Kierowca | Konstruktor           | Opony           | Okr. | Czas / Strata | Komentarz               |                 |

### Najszybsze okrążenie
| Nr | Kierowca    | Konstruktor | Opony | Czas     | Okr. |
| -- | ----------- | ----------- | ----- | -------- | ---- |
| 16 | René Arnoux | Renault     | M     | 1:35,770 |      |